# Корделія (супутник)

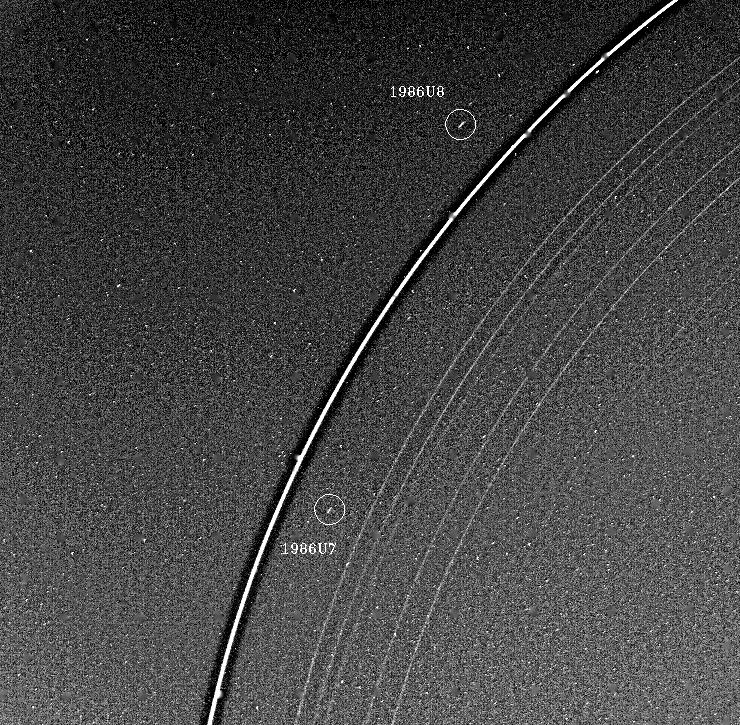
Знімок, за допомогою якого була відкрита Корделія

Корделія (англ. Cordelia) — найближчий до планети супутник Урана. Належить до внутрішніх супутників.
Була відкрита 20 січня 1986 року на знімках, зроблених космічним апаратом «Вояджер-2», і отримала тимчасове позначення S/1986 U 7. Відтоді не спостерігалася, поки космічний телескоп «Габбл» не отримав відповідні зображення у 1997 році.
Названа за іменем персонажа з п'єси Вільяма Шекспіра «Король Лір». Також позначається як Уран VI.
За винятком орбіти, середнього радіуса 21 км, габаритних розмірів 50 × 36 × 36 км та геометричного альбедо 0,08, про Корделію практично нічого не відомо.
На знімках, які передав «Вояджер-2», Корделія виглядає як довгастий об'єкт, направлений своєю головною віссю в бік Урана. Співвідношення її поперечного розміру до поздовжнього становить 0,7 ± 0,2.
Корделія виконує роль супутника-пастуха на внутрішньому краю кільця Епсилон Урана.
Орбіта Корделії розташовується усередині синхронної орбіти Урана, унаслідок чого орбіта цього супутника поступово знижується через вплив припливних сил.